# Algeti Marneuli
Algeti Marneuli är en georgisk fotbollsklubb från staden Marneuli. Klubben är uppkallad efter den georgiska floden Algeti. Sedan Georgiens självständighet har klubben främst spelat i Meore Liga (tredje liganivån) men har under vissa perioder som bäst spelat i Pirveli Liga. Under perioden 1995 till 1997 spelade klubben två säsonger i Pirveli Liga, där man även spelade säsongen 1998/1999. Därefter spelade klubben ett antal år i Meore Liga.